# Partula bilineata
Partula bilineata е изчезнал вид коремоного от семейство Partulidae.

## Разпространение
Видът е бил ендемичен за Френска Полинезия.